# Keishin Kamihashi
Keishin Kamihashi (* 29. Dezember 2000 in der Präfektur Aichi) ist ein japanischer Snookerspieler, der dreimal die japanische Snooker-Meisterschaft gewinnen konnte.

## Karriere
Kamihashi erreichte 2014 erstmals das Finale der japanischen Meisterschaft, musste sich aber Hiroyuki Mizushita geschlagen geben. Im selben Jahr begann er, auch an internationalen Turnieren teilzunehmen, zunächst mit begrenztem Erfolg. Immerhin erreichte er das Achtelfinale der U18-Weltmeisterschaft 2015. In Japan dagegen wurde er 2015 erneut Vizemeister und schied 2016 im Halbfinale der Meisterschaft aus. Nachdem er die Runde der letzten 32 bei der U21-Weltmeisterschaft 2016 und das Achtelfinale bei der U21-Asienmeisterschaft 2017 erreicht hatte, konnte er 2017 schließlich im vierten Anlauf japanischer Meister werden.
Diesen Titel konnte er 2018 verteidigen, als er im Endspiel seinen Vater Hisataka Kamihashi besiegte. Darüber hinaus intensivierte er seine Teilnahmen an internationalen Turnieren, bei denen er ab 2017 fast immer erst in der Hauptrunde ausschied. Sein bestes Ergebnis bis 2021 war eine Viertelfinalteilnahme bei der U21-Weltmeisterschaft 2019. Zusätzlich spielte er auf der Challenge Tour 2019/20 und auf der WPBSA Q Tour 2021/22 mit, nachdem er seit 2017 fast jährlich an der Q School teilgenommen hatte. 2019 gelang ihm auf Amateurebene auch erstmals ein Maximum Break. 2022 gewann er gegen sein Vater seinen dritten japanischen Meistertitel.
Kamihashi gilt als Japans vielversprechendstes Snooker-Talent. Regelmäßig trainiert er zusammen mit Profispielern im englischen Darlington.

## Erfolge
| Ausgang         | Jahr | Turnier                          | Finalgegner        | Ergebnis |
| --------------- | ---- | -------------------------------- | ------------------ | -------- |
| Amateurturniere |      |                                  |                    |          |
| Zweiter         | 2014 | Japanische Snooker-Meisterschaft | Hiroyuki Mizushita | 0:4      |
| Zweiter         | 2015 | Japanische Snooker-Meisterschaft | Tetsuya Kuwata     | 1:4      |
| Sieger          | 2017 | Japanische Snooker-Meisterschaft | Hiroshi Matsumura  | 4:1      |
| Sieger          | 2018 | Japanische Snooker-Meisterschaft | Hisataka Kamihashi | 4:1      |
| Sieger          | 2022 | Japanische Snooker-Meisterschaft | Hisataka Kamihashi | 2:1      |